# Hosasău, Harghita
Hosasău (în maghiară Hosszúaszó, în trad. "Asăul Lung") este un sat în comuna Leliceni din județul Harghita, Transilvania, România.

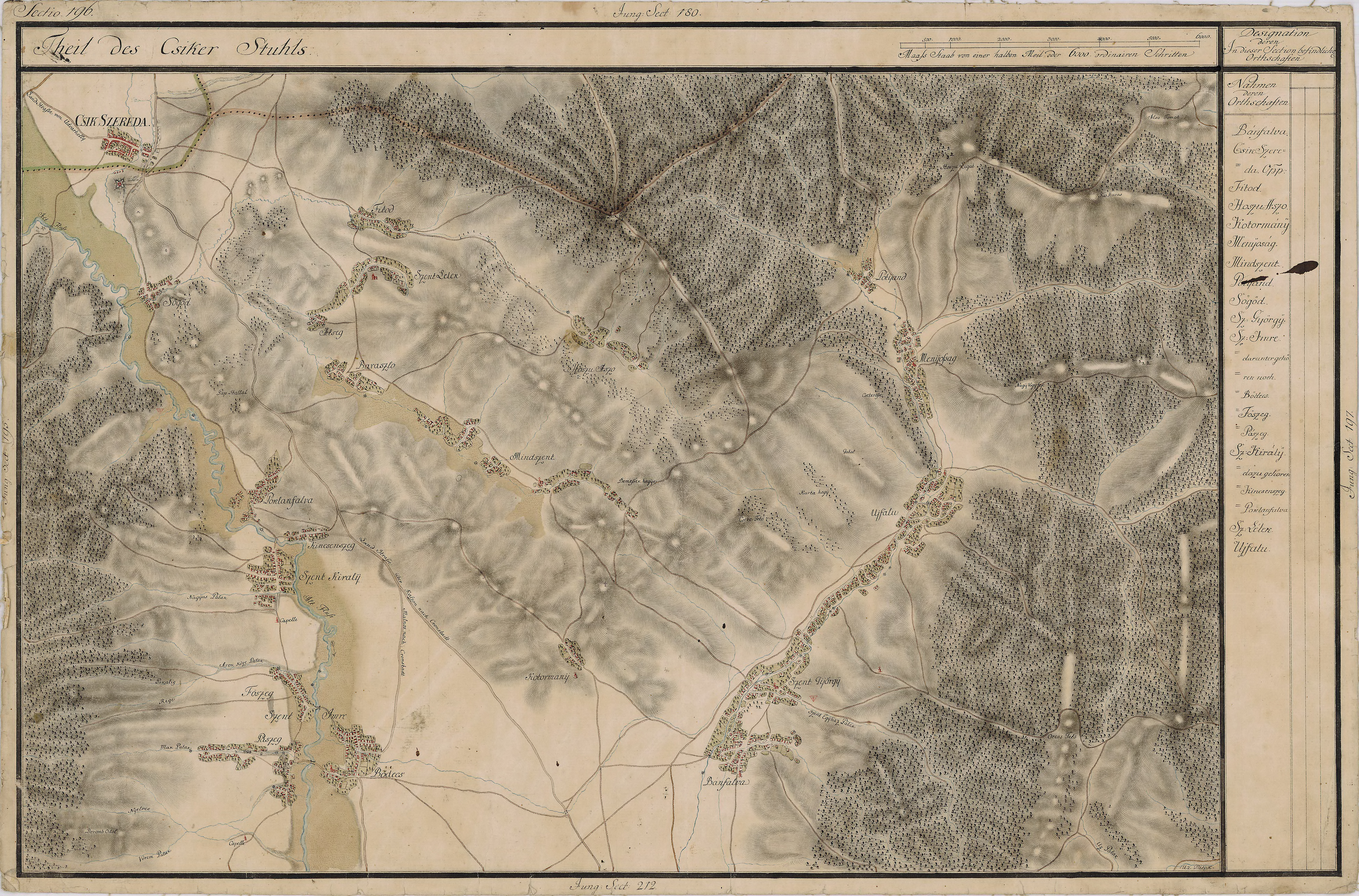
Hosasău în Harta Iosefină a Transilvaniei, 1769-1773

 Acest articol despre o localitate din județul Harghita este deocamdată un ciot. Puteți ajuta Wikipedia prin completarea lui.